# Otus pamelae
El autillo árabe (Otus pamelae) es una especie de ave strigiforme de la familia Strigidae endémica de la península arábiga. Anteriormente era considerado conespecífico con el autillo africano (O. senegalensis), pero en la actualidad es tratado como especie separada. El nombre científico de la especie conmemora a Pamela Lovibond, bibliotecaria en el Athenaeum Club de Londres.

## Distribución
Se distribuye en las sur de la península arábiga, desde el extremo suroeste de Arabia Saudita, a través del Yemen, hasta el suroeste de Omán.